# Junioreuropamästerskapet i ishockey 1983
Junioreuropamästerskapet i ishockey 1983 var 1983 års upplaga av turneringen.

## Grupp A
Spelades i Oslo i Norge under perioden 19-25 mars 1983.

### Första omgången
grupp 1
| Lag        | Finland | Sverige | Schweiz | Norge | gjorda mål/insläppta mål | poäng |
| ---------- | ------- | ------- | ------- | ----- | ------------------------ | ----- |
| 1. Finland | —       | 4-3     | 10-0    | 12-1  | 26-04                    | 6     |
| 2. Sverige | 3-4     | —       | 6-2     | 13-3  | 22-09                    | 4     |
| 3. Schweiz | 0-10    | 2-6     | —       | 4-2   | 06-18                    | 2     |
| 4. Norge   | 1-12    | 3-13    | 2-4     | —     | 06-29                    | 0     |

grupp 2
| Lag                | Sovjetunionen | Tjeckoslovakien | Västtyskland | Frankrike | gjorda mål/insläppta mål | poäng |
| ------------------ | ------------- | --------------- | ------------ | --------- | ------------------------ | ----- |
| 1. Sovjetunionen   | —             | 6-3             | 8-0          | 18-4      | 32-07                    | 6     |
| 2. Tjeckoslovakien | 3-6           | —               | 12-3         | 13-0      | 28-09                    | 4     |
| 3. Västtyskland    | 0-8           | 3-12            | —            | 5-1       | 08-21                    | 2     |
| 4. Frankrike       | 4-18          | 0-13            | 1-5          | —         | 05-36                    | 0     |

### Andra omgången
Slutspelsserien
| Lag                | Sovjetunionen | Finland | Tjeckoslovakien | Sverige | gjorda mål/insläppta mål | poäng |
| ------------------ | ------------- | ------- | --------------- | ------- | ------------------------ | ----- |
| 1. Sovjetunionen   | —             | 5-1     | (6-3)           | 7-5     | 18-09                    | 6     |
| 2. Finland         | 1-5           | —       | 3-1             | (4-3)   | 08-09                    | 4     |
| 3. Tjeckoslovakien | (3-6)         | 1-3     | —               | 4-2     | 08-11                    | 2     |
| 4. Sverige         | 5-7           | (3-4)   | 2-4             | —       | 10-15                    | 0     |

Nedflyttningsserien
| Lag             | Västtyskland | Frankrike | Schweiz | Norge | gjorda mål/insläppta mål | poäng |
| --------------- | ------------ | --------- | ------- | ----- | ------------------------ | ----- |
| 1. Västtyskland | —            | (5-1)     | 11-4    | 8-3   | 24-08                    | 6     |
| 2. Frankrike    | (1-5)        | —         | 6-2     | 5-5   | 12-12                    | 3     |
| 3. Schweiz      | 4-11         | 2-6       | —       | (4-2) | 10-19                    | 2     |
| 4. Norge        | 3-8          | 5-5       | (2-4)   | —     | 10-17                    | 1     |

Norge nedflyttade till 1984 års B-grupp.

## Priser och utmärkelser
- Poängkung: Igor Vyazmikin, Sovjetunionen (12 poäng)
- Bästa målvakt: Jarmo Myllys, Finland
- Bästa försvarare: Petr Svoboda, Tjeckoslovakien
- Bästa anfallare: Igor Vyazmikin,  Sovjetunionen

## Grupp B
Spelades i Zoetermeer i Nederländerna under perioden 21-27 mars 1983.

### Första omgången
grupp 1
| Lag         | Danmark | Rumänien | Polen | Ungern | gjorda mål/insläppta mål | poäng |
| ----------- | ------- | -------- | ----- | ------ | ------------------------ | ----- |
| 1. Danmark  | —       | 6-2      | 4-2   | 10-0   | 20-04                    | 6     |
| 2. Rumänien | 2-6     | —        | 8-7   | 9-5    | 19-18                    | 4     |
| 3. Polen    | 2-4     | 7-8      | —     | 16-3   | 25-15                    | 2     |
| 4. Ungern   | 0-10    | 5-9      | 3-16  | —      | 08-35                    | 0     |

grupp 2
| Lag              | Nederländerna | Italien | Österrike | Bulgarien | gjorda mål/insläppta mål | poäng |
| ---------------- | ------------- | ------- | --------- | --------- | ------------------------ | ----- |
| 1. Nederländerna | —             | 5-1     | 6-5       | 7-0       | 18-06                    | 6     |
| 2. Italien       | 1-5           | —       | 8-5       | 5-5       | 14-15                    | 3     |
| 3. Österrike     | 5-6           | 5-8     | —         | 7-1       | 17-15                    | 2     |
| 4. Bulgarien     | 0-7           | 5-5     | 1-7       | —         | 06-19                    | 1     |

### Andra omgången
Uppflyttningsserien
| Lag              | Nederländerna | Danmark | Rumänien | Italien | gjorda mål/insläppta mål | poäng |
| ---------------- | ------------- | ------- | -------- | ------- | ------------------------ | ----- |
| 1. Nederländerna | —             | 7-6     | 11-2     | (5-1)   | 23-09                    | 6     |
| 2. Danmark       | 6-7           | —       | (6-2)    | 8-4     | 20-13                    | 4     |
| 3. Rumänien      | 2-11          | (2-6)   | —        | 12-4    | 16-21                    | 2     |
| 4. Italien       | (1-5)         | 4-8     | 4-12     | —       | 09-25                    | 0     |

Nedflyttningsserien
| Lag          | Österrike | Polen  | Bulgarien | Ungern | gjorda mål/insläppta mål | poäng |
| ------------ | --------- | ------ | --------- | ------ | ------------------------ | ----- |
| 1. Österrike | —         | 8-3    | (7-1)     | 9-5    | 24-09                    | 6     |
| 2. Polen     | 3-8       | —      | 9-1       | (16-3) | 28-12                    | 4     |
| 3. Bulgarien | (1-7)     | 1-9    | —         | 5-3    | 07-19                    | 2     |
| 4. Ungern    | 5-9       | (3-16) | 3-5       | —      | 11-30                    | 0     |

Nederländerna uppflyttade till A-gruppen och Ungern nedflyttade till C-gruppen.

## Grupp C
Spelades i Sarajevo i SR Bosnien och Hercegovina i Jugoslavien under perioden 3-6 mars 1983.
| Lag               | Jugoslavien | Storbritannien | Belgien | Spanien | gjorda mål/insläppta mål | poäng |
| ----------------- | ----------- | -------------- | ------- | ------- | ------------------------ | ----- |
| 1. Jugoslavien    | —           | 7-4            | 7-3     | 7-3     | 21-10                    | 6     |
| 2. Storbritannien | 4-7         | —              | 7-1     | 2-2     | 13-10                    | 3     |
| 3. Belgien        | 3-7         | 1-7            | —       | 6-4     | 10-18                    | 2     |
| 4. Spanien        | 3-7         | 2-2            | 4-6     | —       | 09-15                    | 1     |

Jugoslavien uppflyttade till 1984 års B-grupp.

### Fotnoter
1. ↑  ”Championnat d'Europe 1983 des moins de 18 ans” (på franska). Hockeyarchives. 15 mars 1983. http://www.passionhockey.com/hockeyarchives/U-18_1983.htm. Läst 29 november 2014.